# Камаргская лошадь
Камаргская порода лошадей (или камарг, камарга; фр. camargue) — порода полудиких лошадей светло-серой масти, аборигенов одноимённой болотистой местности (площадью 650 км²) на средиземноморском побережье Франции в дельте реки Роны. Камаргов часто называют «морскими лошадями». Это некрупная лошадь с прямыми плечами и грубоватой головой. Рост в холке составляет от 135 до 150 см. Как и у всех серых лошадей, жеребята рождаются вороными или рыжими, потом линяют и становятся светло-серыми.

## Происхождение породы
Непосредственным предком породы считают доисторическую лошадь солютре, обитавшую в Западной Европе в палеолите (около 50 тысяч лет назад). Различия между современной болотной лошадью и её доисторическим предшественником минимальны, но их родственные связи остаются предположительными. Имеются версии о карфагенском и среднеазиатском происхождении. Вероятно влияние множества разных пород лошадей, приходивших в эту местность с людьми в ходе Великого переселения народов. Однако до сегодняшнего дня вследствие географической изоляции внешний вид лошади практически не изменился.
В 1968 году Товарищество коневодов признало камаргов отдельной породой лошадей, и была введена племенная книга, стал вестись строгий учет всех животных. В месте обитания камаргов был организован заповедник, где помимо лошадей камаргской породы можно посмотреть и на других местных обитателей. Камарги живут свободными табунами на пустошах, лишь раз в год их сгоняют на проверку, в ходе которой отбраковывают больных и старых животных, кастрируют жеребцов, отклоняющихся от нужного экстерьера, и клеймят молодняк.
Светло-серые камарги на вольном выпасе, скачущие в морском прибое, смотрятся очень эффектно, и это зрелище привлекает большое количество туристов. Камаргов используют для охраны боевых быков, они также подходят для верховых любительских прогулок. Кони этой породы, веками росшие в суровой местности, очень выносливы и сильны, могут работать даже в двадцатилетнем возрасте.

## В кино
- Белая грива — короткометражный фильм Альбера Ламориса 1953 года.
- Счастлив тот, кто подобен Улиссу — фильм Анри Кольпи 1970 года.